# Symeon Mezopotamczyk
Symeon Mezopotamczyk (IV/V wiek) – wczesnochrześcijański pisarz, jeden z pięciu przywódców mesalian. Wspomina o nim Teodoret z Cyru. Jeden z badaczy – H. Döries twierdzi, że Symeon jest autorem dzieła pt. Asketikon, które przypisywano wcześniej Makaremu Egipcjanowi. Dzieło to powstało między 390 a 431 rokiem w kręgu mesalian. Werner Jaeger twierdzi natomiast, że data powstania dzieła to około 534 rok.